# Заменяющий
Заменяющий (в кино) — человек, который «стоит вместо» актёра или заменяет его в кадре перед началом съёмки — для установки света, проверки дистанций, звука и т. п.
Роль заменяющего очень важна в начальных стадиях киносъёмки, поскольку установление света часто бывает очень медленным и изнуряющим процессом. В то время как актёр готовит себя к съёмке в специально отведённом для него месте, заменяющий его человек по заданию режиссёра и операторов делает всё необходимое: проходит намеченными путями, произносит текст роли и т. д. Хороший заменяющий заметно ускоряет процесс съёмок, что делает его важным членом киногруппы.
Если заменяющий отобран по принципу внешнего сходства с актёром, его могут занимать также в качестве дублёра тела (англ. Body double) при съёмках со спины или на большом расстоянии (не путать с дублёром-каскадёром).